# Mistrzostwa Polski seniorów w curlingu
Mistrzostwa Polski seniorów 50+ w curlingu rozgrywane są wśród mężczyzn od 2016 roku i przeznaczone są dla curlerów, którzy ukończyli 50 lat.

## Wyłanianie reprezentacji Polski seniorów 50+ przed 2016 rokiem

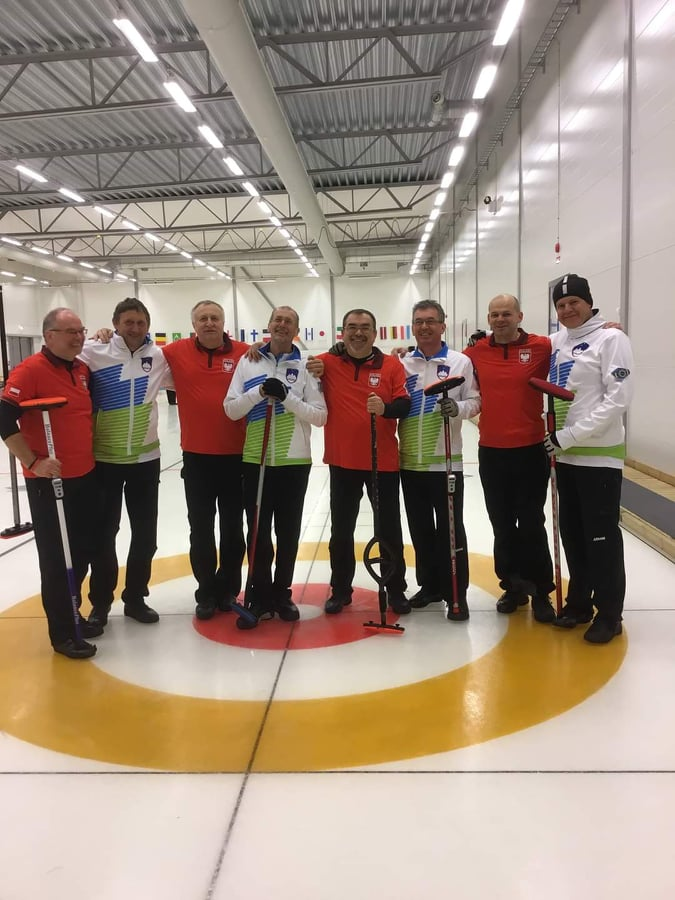
Reprezentacja Polski po meczu ze Słowenią na Mistrzostwach Świata w Karlstadzie w 2016 roku

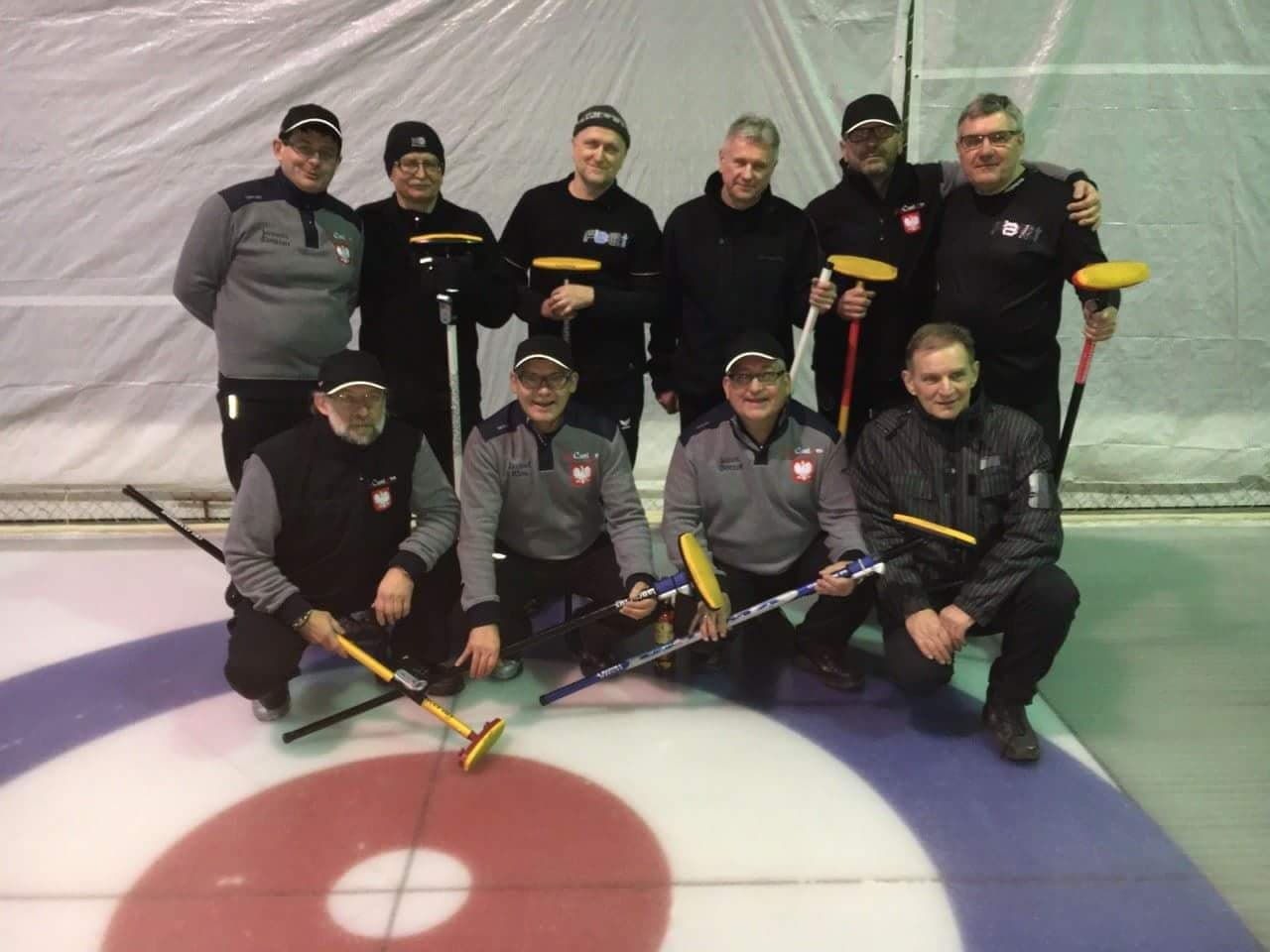
Pierwsi medaliści Mistrzostw Polski seniorów w curlingu

Mistrzostwa wyłaniają reprezentację Polski na odbywające się w kolejnym roku mistrzostwa świata seniorów. Mimo to, pierwszy występ reprezentacji Polski mężczyzn na światowym czempionacie miał miejsce już w 2014 roku w Dumfries (drużyna skipa Andrzeja Janowskiego zakończyła turniej z bilansem 1-7 na ostatnim miejscu w stawce 25 reprezentacji). W styczniu 2015 roku Polski Związek Curlingu zorganizował w Warszawie turniej mistrzowski będący kwalifikacją do kwietniowych mistrzostw w Soczi. Awans wywalczyła drużyna AZS Gliwice skipa Arkadiusza Sypienia (w składzie z Waldemarem Ząbczykiem, Krzysztofem Kowalskim i Jarosławem Czepielińskim), jednak na skutek rygorystycznych wymagań postawionych przez PZC do Rosji z tej ekipy pojechał tylko Czepieliński, a reprezentacja (ponownie dowodzona przez Andrzeja Janowskiego) zakończyła turniej z bilansem 0-7, zajmując 22. miejsce w stawce 24 zespołów. Ostatecznie Ministerstwo Sportu i Turystyki nie zatwierdziło styczniowego turnieju jako mistrzostw Polski z uwagi na to, że wystąpiły w nim tylko trzy drużyny. W listopadzie 2015 roku w Warszawie rozegrano baraż kwalifikacyjny o prawo udziału w przyszłorocznych Mistrzostwach Świata w Karlstadzie. W rywalizacji do dwóch zwycięstw zespół Gdańsk Curling Club (skip Henryk Skowroński) pokonał warszawski City Curling Club (skip Jarosław Czepieliński) 2:1 i uzyskał nominację reprezentacyjną. W Szwecji reprezentacja Polski z bilansem 1-6 zajęła 23. miejsce na 26 drużyn.
Dotychczas nie rozegrano żadnego turnieju o mistrzostwo Polski seniorek 50+. Reprezentacja Polski kobiet w tej kategorii wiekowej zgłoszona była do Mistrzostw Świata w 2018 roku w Östersund, jednak nie podjęła rywalizacji.

## Wyniki rywalizacji mężczyzn
| Rok  | Miasto   | Liczba drużyn | Złoto                                                  | Srebro                                                | Brąz                                                    | Występ na mistrzostwach świata |
| ---- | -------- | ------------- | ------------------------------------------------------ | ----------------------------------------------------- | ------------------------------------------------------- | --- |
| 2016 | Warszawa | 4             | KS Warszowice (skip Waldemar Ząbczyk)                  | Polska Organizacja Sportowa Łódź (skip Jacek Szeliga) | City Curling Club Warszawa (skip Andrzej Janowski)      | Mistrzostwa Świata Seniorów w Curlingu 2017 Lethbridge, Kanada Bilans 1-6; 21. miejsce na 23 reprezentacje                                                           |
| 2017 | Gdańsk   | 5             | KS Warszowice (skip Krzysztof Nowak)                   | Gdańsk Curling Club (skip Henryk Skowroński)          | Polska Organizacja Sportowa Łódź (skip Jacek Szeliga)   | Mistrzostwa Świata Seniorów w Curlingu 2018 Östersund, Szwecja Bilans 0-6; 25. miejsce na 28 reprezentacji                                                           |
| 2018 | Gdańsk   | 4             | KS Warszowice (skip Krzysztof Nowak)                   | City Curling Club Warszawa (skip Andrzej Janowski)    | Polska Organizacja Sportowa Łódź (skip Jacek Szeliga)   | Mistrzostwa Świata Seniorów w Curlingu 2019 Stavanger, Norwegia Bilans 4-2 (w grupie) i porażka w barażu o wejście do ćwierćfinału; miejsca 9-12 na 27 reprezentacji |
| 2019 | Łódź     | 4             | Bełchatowski Klub Curlingowy (skip Krzysztof Kowalski) | KS Warszowice (skip Krzysztof Nowak)                  | City Curling Club Warszawa (skip Jarosław Czepieliński) | Mistrzostwa Świata Seniorów w Curlingu 2020 Kelowna, Kanada Turniej odbędzie się w dniach 18–25 kwietnia 2020 roku                                                   |

## Klasyfikacja medalowa mężczyzn
| Klub                             | Złoto | Srebro | Brąz | Razem |
| -------------------------------- | ----- | ------ | ---- | ----- |
| Klub Sportowy Warszowice         | 3     | 1      |      | 4     |
| Bełchatowski Klub Curlingowy     | 1     |        |      | 1     |
| City Curling Club                |       | 1      | 2    | 3     |
| Polska Organizacja Sportowa Łódź |       | 1      | 2    | 3     |
| Gdańsk Curling Club              |       | 1      |      | 1     |